# Alejandro Fombellida
Fombellida  Rico est un nom espagnol. Le premier nom de famille, en général paternel, est Fombellida ; le second, en général maternel, souvent omis, est Rico.
Alejandro Fombellida Rico (né le 27 mars 1915 à Valladolid et mort le 9 février 1958 à Buenos Aires, en Argentine) est un coureur cycliste espagnol. Ancien professionnel, il compte cinq succès d'étape sur le Tour d'Espagne. Sur piste, il devient à deux reprises champion d'Espagne de vitesse (1944 et 1946) et remporte les Six Jours de Buenos Aires en 1949.

## Palmarès sur route

### Par année
- 1937
  - 3e du Circuit de la Chalosse
- 1945
  - 9e du Tour d'Espagne
- 1946
  - 8e, 9eb et 20e étapes du Tour d'Espagne
  - 6e du Tour d'Espagne
- 1947
  - 19e et 21e étapes du Tour d'Espagne

### Résultats sur les grands tours

#### Tour d'Espagne
4 participations
- 1945 : 9e
- 1946 : 6e, vainqueur des 8e, 9eb et 20e étapes
- 1947 : 23e, vainqueur des 19e et 21e étapes
- 1948 : abandon (9e étape)

## Palmarès sur piste

### Six jours
- 1948
  - 3e des Six Jours de Buenos Aires
- 1949
  - Six Jours de Buenos Aires (avec Alvaro Giorgetti, Roberto Vercellone et Raoul Martin)

### Championnats d'Espagne
- 1944
  -  Champion d'Espagne de vitesse
- 1946
  -  Champion d'Espagne de vitesse

## Palmarès en cyclo-cross
- 1936
  - 3e du championnat d'Espagne de cyclo-cross